# Shirley M. Malcom

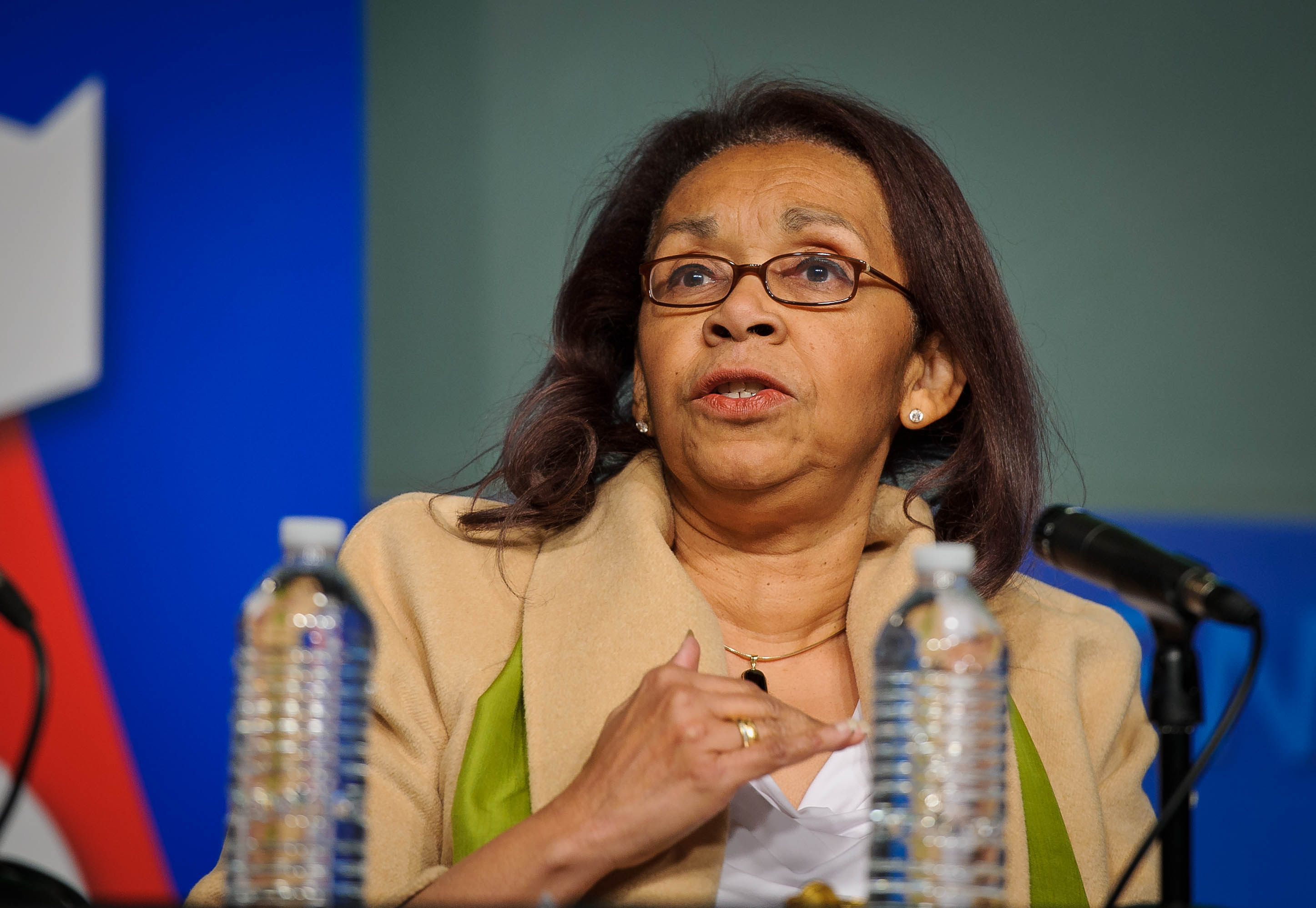
Shirley Malcom, 2012

 Shirley Mahaley Malcom (* 6. September 1946 in Birmingham (Alabama), USA) ist eine US-amerikanische Zoologin, Ökologin und Hochschullehrerin. Sie ist Vorstandsmitglied der Morgan State University, des California Institute of Technology, von Heinz Endowments, der National Math-Science Initiative, Digital Promise, Public Agenda und Mitglied der American Academy of Arts and Sciences.

## Leben und Werk
Malcom ist die Tochter von Lillie Mae und Ben Mahaley. Als Absolventin des öffentlichen Schulsystems der Stadt erhielt sie 1962 ihren Abschluss an der George Washington Carver High School. Anschließend schrieb sie sich mit 16 Jahren an der University of Washington (UW) in Seattle ein, wo sie dort als erste Afroamerikaner im Jahr 1966 einen Bachelor of Science in Biologie erhielt. 1968 erwarb sie einen Master of Science in Zoologie an der University of California in Los Angeles. In dieser Zeit nahm sie auch an Bürgerrechtsmärschen, Besetzungen und Streiks teil.
Sie unterrichtete Biologie an einer High School in Los Angeles, bevor sie an der Pennsylvania State University 1974 in Ökologie promovierte. Nach Abschluss ihrer Ausbildung wechselte Malcom als Assistenzprofessorin an die Fakultät der University of North Carolina in Wilmington.
Nachdem sie als Gymnasiallehrerin für Naturwissenschaften und Hochschulprofessorin gearbeitet hatte, zog sie 1975 nach Washington, D.C., wo sie als wissenschaftliche Mitarbeiterin im Office of Opportunities in Science (OOS) der American Association for the Advancement of Science (AAAS) zu arbeiten begann, um naturwissenschaftliche Bildungsprogramme für Minderheitenschüler zu untersuchen. 1976 war sie Mitherausgeberin von The Double Bind: The Price of Being a Minority Woman in Science. Seitdem hat sie einen Großteil ihrer Karriere der Suche nach innovativen Wegen gewidmet, um die beruflichen Möglichkeiten für Minderheiten und Frauen in der Wissenschaft zu erweitern. Anschließend war sie als Programmverantwortliche für das Science Education Directorate der National Science Foundation (NSF) tätig. 1979 wurde sie Leiterin des AAAS Office of Opportunities in Science und 1989 Leiterin der AAAS-Direktion für Bildungs- und Personalprogramme.
1993 wurde Malcom von Präsident Bill Clinton in das National Science Board berufen und 1995 wurde sie Mitglied der American Academy of Arts and Sciences. Von 1994 bis 2001 wurde sie außerdem in den Beraterausschuss des Präsidenten für Wissenschaft und Technologie berufen. Malcom hat mehrere Berichte über die Einbeziehung von Frauen und Minderheiten in die Wissenschaft verfasst und gilt als Pionierin auf diesem Gebiet.
Malcom war Co-Vorsitzende des Gender Advisory Board der Kommission für Wissenschaft und Technologie der Vereinten Nationen für Entwicklung und leitete zahlreiche nationale Ausschüsse für wissenschaftliche Bildung und Alphabetisierung. 2006 wurde sie zur Co-Vorsitzenden der National Science Board Commission on 21st Century Education in MINT ernannt.
Sie hat sechzehn Ehrendoktorate, erhielt 1998 den Alumna Summa Laude Dignata Award der University of Washington, die höchste Auszeichnung der Universität, und erhielt 2003 die Public Welfare Medal der National Academy of Sciences (NAS).
Malcom ist mit dem Physiker Horace Malcom verheiratet und hat Töchter.

## Auszeichnungen (Auswahl)
- 2000: Ehrendoktorwürde der Universität Uppsala
- 2003: Public Welfare Medal der National Academy of Sciences
- 2021: Gold Key Award[5]

## Veröffentlichungen (Auswahl)
- mit Paula Quick Hall, Janet Welsh Brown: The Double Bind: The Price of Being a Minority Woman in Science. Report of a Conference of Minority Women Scientists. Arlie House, Warrenton, Virginia 1976, S. 63.
- mit Sudip Parikh: Students and postdocs deserve more. Science 379(6632),2023, S. 519. DOI: 10.1126/science.adh0336.
- Standing Our Ground: A Guidebook for STEM Educators in the Post-Michigan Era. 2004.